# Межиріцька сільська територіальна громада
Межиріцька сільська територіальна громада — територіальна громада в Україні, в Павлоградському районі Дніпропетровської області. Адміністративний центр — село Межиріч.
Площа громади — 279,3 км², населення — 7023 мешканці (2018).
Утворена 21 квітня 2017 року шляхом об'єднання Булахівської, Карабинівської та Межиріцької сільських рад Павлоградського району.

## Населені пункти
До складу громади входять 12 сіл: Булахівка, Дачне, Домаха, Карабинівка, Лиманське, Межиріч, Мінеральні Води, Новоолександрівське, Новоселівське, Оженківка, Червона Долина, Червона Нива.